# Pi-Inseln
Die Pi-Inseln umfassen zwei Inseln und einige Felsen im Palmer-Archipel vor der Westküste der Antarktischen Halbinsel. In der Gruppe der Melchior-Inseln liegen sie 1,5 km östlich des Nordostendes der Omegainsel.
Der Name der Inseln, der dem griechischen Buchstaben Pi entliehen ist, findet sich erstmals auf Kartenmaterial aus dem Jahr 1948, das im Zuge von Vermessungsarbeiten argentinischer Expeditionen in den Jahren 1942 und 1943 entstand. In Argentinien sind sie auch unter den Namen Islotes Sidders und Islotes Subof. Rubanes bekannt. Namensgeber sind hier vermutlich Mitglieder der argentinischen Antarktisexpeditionen der Jahre 1947 bis 1948 bzw. 1958 bis 1959.